# Sutherlandin
Sutherlandin ist ein organische Verbindung, die als Naturstoff vorkommt und zu den Nitrilen und Glucosiden gehört.

## Vorkommen und Biosynthese

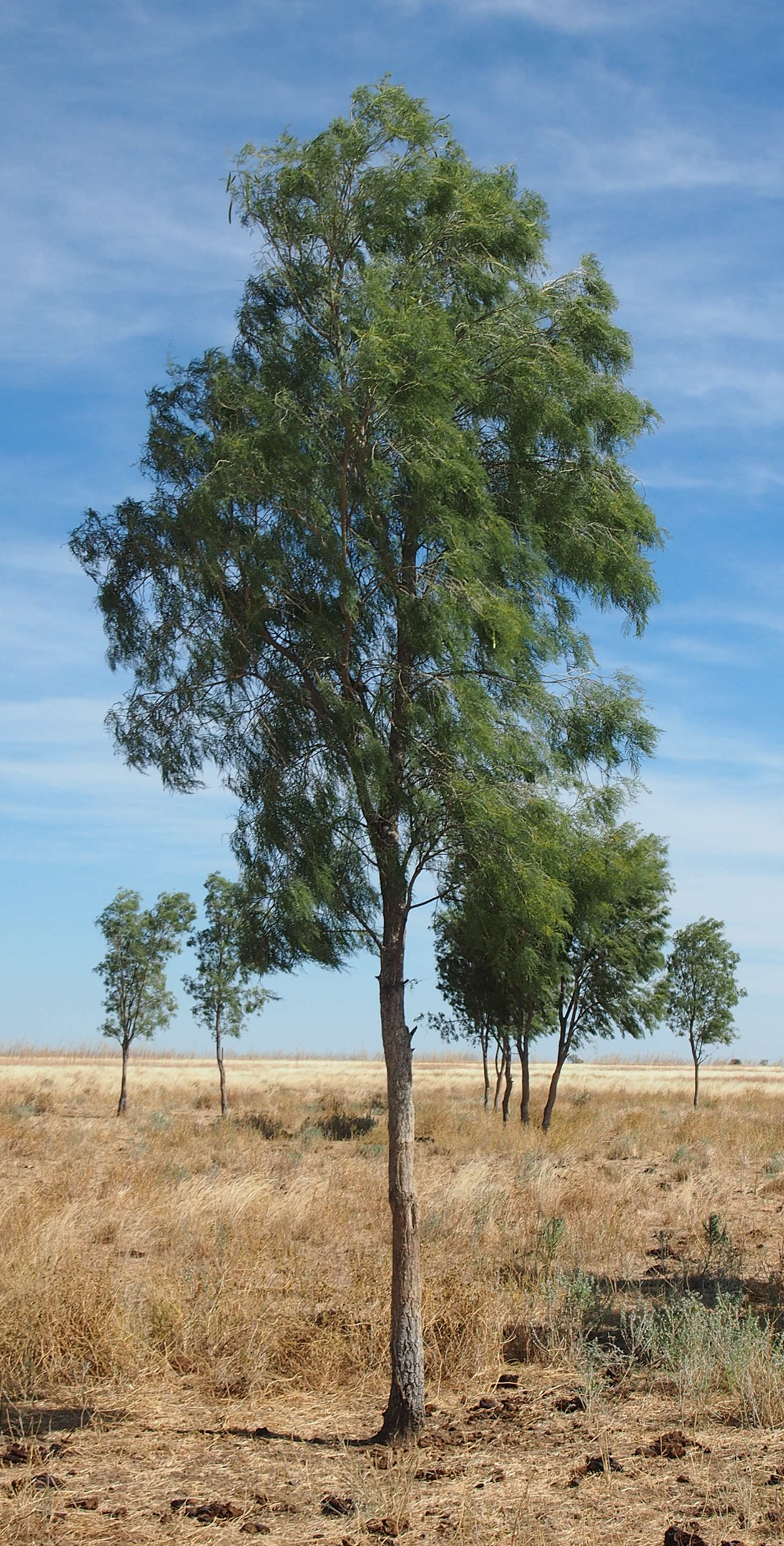
Vachellia sutherlandii

Sutherlandin kommt in verschiedenen Pflanzen vor, beispielsweise in Osmaronia cerasiformis und der Akazienart Vachellia sutherlandii. Das Aglycon kommt auch als Strukturelement in Typ-II-Cyanolipiden vor.
In der Gerste wurde die Biosynthese untersucht. Sie geht vermutlich von Leucin aus und verläuft über Isovaleraldoxim, Isovaleronitril und 3-Methyl-2-butennitril. In den letzten biosynthetischen Schritten wird dieses noch zweifach hydroxyliert und glycosyliert.